# 大瀧神社・岡太神社
大瀧神社・岡太神社（おおたきじんじゃ・おかもとじんじゃ）は、福井県越前市大滝町にある神社である。上宮（奥の院）には大瀧・岡太両神社の本殿が並んで建つが、下宮（里宮）の本殿・拝殿は両神社の共有となっていることから、2つの神社の名前が併記される。国の重要文化財指定名称は「大滝神社」である。

## 歴史
伝承によれば、養老3年（719年）、この地を訪れた泰澄が、国常立尊（くにとこたちのみこと）・伊弉諾尊（いざなぎのみこと）を主祭神とし、十一面観世音菩薩を本地とする神仏習合の社を創建し、大瀧兒（おおちご）権現を建立したという。後に明治時代の神仏分離令により、現在の大瀧神社となった。
岡太神社については、約1,500年前、大滝町の岡本川上流に美しい姫が現れ、村人に紙漉きの技術を伝えたのが始まりとされている。この伝説の姫『川上御前』を、和紙の神様・紙祖神（しそじん）として祀ったのが岡太神社である。延元2年（1337年）の足利軍の兵火で社殿が失われ、岡太神社の祭神を大瀧神社の相殿に祭った。さらに天正3年（1575年）、織田信長の一向一揆攻略の際、大瀧寺一山が兵火に遭い消失。再建時に大瀧神社の摂社として境内に祀られるようになった。 
大正12年（1923年）、大蔵省印刷局抄紙部に川上御前の分霊が奉祀され、岡太神社は名実共に全国紙業界の総鎮守となった。

## 文化財

### 重要文化財（国指定）
- 大滝神社本殿および拝殿[3]（下宮本拝殿）

天保14年（1843年）建立、昭和59年（1984年）重要文化財に指定。
拝殿（入母屋造妻入）と本殿（大型の一間社流造）が一体となった複合社殿。
大久保勘左衛門（代表作は曹洞宗本山永平寺の勅使門）棟梁による、複雑な曲面を持つ積層した屋根が特徴。

### 県指定天然記念物
- 大滝神社のゼンマイザクラ[4]

昭和39年6月5日指定。ゼンマイのとれる頃に花が満開となる、エドヒガンの大木。
- 大滝神社の大スギ[5]

昭和39年6月5日指定。通称「おお杉さん」。神社の神木としてしめ縄がかけられ、柵で囲み保護されている。
- 大滝神社奥の院社叢[6]

昭和61年3月28日指定。権現山（標高326m）山頂付近のブナの原生自然林。

### 市指定文化財
すべて昭和61年8月12日に指定。
- 大滝神社奥の院本殿
- 奥の院岡太神社本殿
- 木造十一面観音坐像

観音堂に安置。
- 木造獅子頭
- 木造狛犬（一対）

## 交通
- ハピラインふくい武生駅から車で20分または福鉄バス和紙の里経由戸の口行乗車、終点
- 北陸自動車道武生インターチェンジから東へ約10分